# Patrick Anson, V conte di Lichfield
Thomas Patrick John Anson, V Conte di Lichfield (Londra, 25 aprile 1939 – Oxford, 11 novembre 2005), è stato un fotografo e nobile inglese.
Egli ereditò la Contea di Lichfield nel 1960 da suo nonno paterno. Nella sua attività professionale era noto come Patrick Lichfield

## Famiglia
Thomas Patrick John Anson nacque il 25 aprile 1939. Fu l'unico figlio maschio del tenente colonnello Thomas William Arnold Anson, Visconte Anson (1913–1958), maggiore dei figli maschi e legittimo erede di Thomas Edward Anson, IV Conte di Lichfield (1883–1960). Sua madre nacque come Anne Bowes-Lyon (1917-1980, che divenne in seguito la Principessa Anne di Danimarca dopo il divorzio e le nuove nozze), una nipote della Regina Elizabeth la Queen Mum. Ebbe un'unica sorella, Lady Elizabeth Georgiana Anson (1941–2020), che sposò Sir Geoffrey Shakerley, VI baronetto Shakerley.
Nel 1958, suo padre morì, così quando anche suo nonno morì nel 1960, egli successe come V Conte di Lichfield. Nel 1975, sposò Lady Leonora Grosvenor, figlia maggiore del V Duca di Westminster, ma divorziarono nel 1986. Dopo il divorzio, la Contessa di Lichfield mantenne il titolo e non si risposò. Ebbero un solo figlio maschio, Thomas, attualmente VI Conte di Lichfield, e due figlie femmine, Lady Rose Anson, una figlioccia della Principessa Margaret e Lady Eloise Anson, una figlioccia della Principessa Anna, La Principessa Reale.
La sua partner più recente è stata la biografa, Lady Annunziata Asquith, figlia di Julian Asquith, II Conte di Oxford e Asquith.

## Carriera
Lord Lichfield fu educato a Harrow e Sandhurst, e si unì ai Grenadier Guards nel 1959. Nel lasciare l'esercito nel 1962, cominciò a lavorare come assistente fotografo, e costruì la sua reputazione, anche per effetto di avere accesso alla Famiglia Reale. Fu selezionato per scattare le foto ufficiali delle nozze del Principe e della Principessa di Galles nel 1981, e successivamente divenne uno dei più noti fotografi del Regno Unito. Dal 1999 in poi è stato un pioniere della fotografia digitale a livello professionale. Fu scelto dalla Regina e dal Duca di Edimburgo per scattare le immagini ufficiali del Golden Jubilee nel 2002. Risiedeva presso l'ex sede della famiglia a Shugborough Hall, vicino Cannock Chase nello Staffordshire sebbene nel 1960 avesse dato la tenuta al National Trust in luogo di tasse di successione derivanti dalla morte di suo nonno. Nelle vicinanze si trova Milford Hall, la tenuta della famiglia Levett-Haszard, che sono imparentati agli Anson e che siedono nel consiglio di Shugborough.

## Morte
Il 10 novembre 2005, Lichfield subì un grave ictus, e morì il giorno seguente (Remembrance Day) al John Radcliffe Hospital ad Oxford.
Il funerale di Lichfield si tenne il 21 novembre alla St. Michael and All Angels Church a Colwich, dove fu anche sepolto.